# Tavoliere delle Puglie
Die Bezeichnung Tavoliere delle Puglie DOC oder einfach Tavoliere steht für Rot- und Roséweine aus den süditalienischen Provinzen Foggia und Barletta-Andria-Trani in der Region Apulien. Einige werden mit der Bezeichnung „Riserva“ in den Handel gebracht. Die Weine haben seit 2011 eine geschützte Herkunftsbezeichnung (Denominazione di origine controllata – DOC), deren letzte Aktualisierung am 7. März 2014 veröffentlicht wurde.

## Anbaugebiet
Der Anbau ist innerhalb der Gemeinden Lucera, Troia, Torremaggiore, San Severo, San Paolo di Civitate, Apricena, Foggia, Orsara di Puglia, Bovino, Ascoli Satriano, Orta Nova, Ordona, Stornara, Stornarella, Cerignola und Manfredonia in der Provinz Foggia sowie in den Gemeinden Trinitapoli, San Ferdinando di Puglia und Barletta in der Provinz Barletta-Andria-Trani gestattet.

## Erzeugung
Die Appellation Tavoliere delle Puglie DOC sieht folgende Weintypen vor:
- Tavoliere delle Puglie Rosso und Tavoliere delle Puglie Rosato: müssen zu mindestens 65 % aus der Rebsorte Nero di Troia produziert werden. Höchstens 35 % andere rote Rebsorten, die in den Produktionszonen „Capitanata“ und „Murgia Centrale“ zugelassen sind, dürfen einzeln oder gemeinsam zugesetzt werden.
- Tavoliere delle Puglie Nero di Troia, auch als „Riserva“: müssen zu mindestens 90 % aus der Rebsorte Nero di Troia produziert werden. Höchstens 10 % andere rote Rebsorten, die in den Produktionszonen „Capitanata“ und „Murgia Centrale“ zugelassen sind, dürfen einzeln oder gemeinsam zugesetzt werden.